# Gefleckter Rosasporrübling
Der Gefleckte Rosasporrübling (Rhodocollybia maculata, Syn. Collybia maculata), auch  Gefleckter Rübling genannt, ist eine ungenießbare Pilzart aus der Familie der Omphalotaceae und die Typusart der Gattung der Rosasporrüblinge. Die Fruchtkörper des fakultativen Mykorrhizapilzes erscheinen zwischen August und Oktober in Laub- und Nadelwäldern. Der Pilz ist wegen seiner Bitterkeit ungenießbar.

## Merkmale

### Makroskopische Merkmale
Der Hut ist 3–8 (–15) cm breit, jung halbkugelig, später flach gewölbt und mitunter flach gebuckelt bis unregelmäßig verformt. Die glatte, matte und trockene Oberfläche ist anfangs weißlich bis cremeweiß und im Alter besonders zur Mitte hin zunehmend mit rostbraunen Flecken bedeckt. Der Rand ist dünn und lange Zeit eingebogen, bei alten Fruchtkörpern ist er auch wellig verbogen.
Die dünnen, sehr gedrängt stehenden Lamellen sind weißlich bis cremefarben und am Stiel abgerundet angeheftet. Ihre Schneiden sind gezähnt oder gekerbt.
Der zähe, alt hohle, zylindrische Stiel ist 5–10 (–15) cm lang und 1–2 cm dick. Er ist oft verdreht, nach unten zugespitzt und wurzelt leicht im Boden. Die anfangs weißliche Oberfläche ist mehr oder weniger längsriefig und wird im Alter nach unten hin zunehmend rostfleckig. Das weiße Fleisch ist in der Hutmitte dick und fest und schmeckt sehr bitter. Der Geruch wird als streng holzartig oder würzig-aromatisch beschrieben. Das Sporenpulver ist cremerosa bis blass cremeocker und inamyloid.

### Mikroskopische Merkmale
Die glatten, rundlich ovalen Sporen sind 5–6 µm lang und 4–5 µm breit. Sie sind farblos und enthalten im Inneren oft mehr oder weniger große Tröpfchen.

## Artabgrenzung
Der Gefleckte Rosasporrübling ist durch seinen weißlichen bis cremefarbenen Hut, der zunehmend rostbraune Flecken bekommt, und den bitteren Geschmack gut zu erkennen. Nach lange anhaltendem Regen kann der Pilz aber auch fast mild schmecken und einen angenehm obstartigen Geruch haben. Besonders helle Exemplare des Sägeblättrigen Rosasporrüblings (Rhodocollybia fodiens) können mitunter recht ähnlich aussehen. Diese recht seltene, mild schmeckende Pilzart wächst unter Fichten und ist mehr fleischrötlich bis gelbbräunlich gefärbt. Eventuell können sehr alte Fruchtkörper noch mit dem Spindeligen Rübling (Gymnopus fusipes) verwechselt werden, der aber gewöhnlich deutlich dunkler rotbraun gefärbt ist. Er wächst meist an abgestorbenen Eichen- oder Buchenstümpfen und hat einen deutlich spindelig-wurzelnden Stiel.
Lyophyllum flavobrunnescens kann makroskopisch ebenfalls sehr ähnlich aussehen, weshalb diese Art früher auch als Varietät des Gefleckten Rüblings (als Rhodocollybia maculata var. longispora) bzw. als Rhodocollybia longispora beschrieben wurde. Ein gutes makroskopisches Unterscheidungsmerkmal sind die auf Druck braun fleckenden Fruchtkörper, die mehr Gelbtöne als der Gefleckte Rübling zeigen. Im Zweifelsfall können die längeren Sporen als absicherndes Merkmal geprüft werden.

## Ökologie und Verbreitung

Europäische Länder mit Fundnachweisen des Gefleckten Rosasporrüblings.
Legende:
grün = Länder mit Fundmeldungen
cremeweiß = Länder ohne Nachweise
hellgrau = keine Daten
dunkelgrau = außereuropäische Länder.

Die Fruchtkörper des Gefleckten Rosasporrüblings erscheinen in der Regel von August bis November auf mehr oder weniger sauren Böden. Sie wachsen meist gesellig und oft in Ringen. Man findet diesen sehr häufigen Pilz in der Regel im Nadelwald unter Fichten und Kiefern, er kommt aber auch im Laubwald vor. Die Bildung einer Ektomykorrhiza  (inklusive der dafür typischen Ausbildung eines Hartig’schen Netzes) wurde im Fall des Gefleckten Rüblings nachgewiesen. Das C- und N-Isotopenverhältnis entspricht aber mehr dem eines Saprobionten als einem Symbionten. Da die Symbiose aber nachgewiesen wurde, handelt es sich um einen fakultativen Mykorrhizapilz. Der Pilz ist in Europa weit verbreitet, aus Finnland sind Funde bis zum Polarkreis bekannt.

## Systematik
Die Formgruppe der Rüblinge, also von Lamellenpilzen ohne auffällige Velumstrukturen, mit hellem Sporenpulver und zäh-elastischem Fleisch, hat sich als polyphyletisch herausgestellt, wobei viele der Rüblinge im weiteren Sinn der Familie der Omphalotaceae zugeordnet werden. Aber auch innerhalb der Familie der Omphalotaceae wäre ein eigenes Taxon für Pilze mit Rüblingshabitus polyphyletisch, weshalb sie auch hier verschiedenen Gattungen zugeordnet werden. Hierbei ist die Zuordnung des Gefleckten Rüblings zur Gattung der Rosasporrüblinge definiert – solange die Gattung nicht als Synonym einer anderen Gattung eingezogen wird –, da es sich bei ihm um die Typusart der Gattung handelt.

## Bedeutung
Der Pilz ist wegen seiner Bitterkeit ungenießbar.